# Calvisia omissa
Calvisia omissa är en insektsart som beskrevs av Ludwig Redtenbacher 1908. Calvisia omissa ingår i släktet Calvisia och familjen Diapheromeridae. Inga underarter finns listade.